# Maceira (Fornos de Algodres)
Maceira é uma povoação portuguesa sede da Freguesia de Maceira do Município de Fornos de Algodres, freguesia com 8,06 km² de área e 245 habitantes (censo de 2021), tendo, por isso, uma densidade populacional de 30,4 hab./km².

## Demografia
A população registada nos censos foi:
| Distribuição da População por Grupos Etários | Distribuição da População por Grupos Etários | Distribuição da População por Grupos Etários | Distribuição da População por Grupos Etários | Distribuição da População por Grupos Etários |
| -------------------------------------------- | -------------------------------------------- | -------------------------------------------- | -------------------------------------------- | -------------------------------------------- |
| Ano                                          | 0-14 Anos                                    | 15-24 Anos                                   | 25-64 Anos                                   | > 65 Anos                                    |
| 2001                                         | 32                                           | 27                                           | 119                                          | 99                                           |
| 2011                                         | 20                                           | 16                                           | 107                                          | 86                                           |
| 2021                                         | 13                                           | 19                                           | 102                                          | 111                                          |

## Património
- Igreja Matriz de São Sebastião
- Capela da Senhora dos Milagres
- Capela de Santo António
- Capela do Senhor da Agonia

## Festividades
A Festa Anual, em Honra de Nossa Senhora dos Milagres, tem lugar no dia 8 de setembro. 

## Equipamentos e comércio
A freguesia já não dispõe de escola primária (tinha duas na década de 1960), nem qualquer tipo de jardim de infância, as crianças são escolarizadas na sede do município, Fornos de Algodres. Tem um lar de 3ª idade, criado e mantido por uma associação local. 
Maceira é servida pela estrada nacional 330, que a liga a Fornos de Algodres e à sede do municipio vizinho, Aguiar da Beira. A autoestrada A25 (Vilar Formoso - Aveiro) tem um nó de acesso em Fornos de Algodres. A ligação ferroviária, em Fornos Gare, os meios de transportes de passageiros são de excelência (horários 8h, direto Fornos de Algodres), possui também um café.  